# Jeffrey McClanahan
Pour les articles homonymes, voir McClanahan.
Jeffrey McClanahan est une romancière américaine du Texas, qui écrit avec sa sœur, Pam Cumbie, sous le nom de plume de Dixie Cash. McClanahan est aussi primée pour six romances de western sous le pseudonyme d'Anna Jeffrey. Pour son roman de 2009, McClanahan a pris une troisième pseudonyme : Sadie Callahan.

## Biographie
McClanahan « a grandi dans l'Ouest du Texas au cours du grand boom pétrolier. Pam a toujours eu un sens de l'humour loufoque, et Jeffrey, a toujours eu un esprit caustique. Entouré par les cow-boys et rythmé dans la musique country, quand ils peuvent arrêter de rire assez longtemps, ils travaillent ensemble pour créer l'hilarité sur le papier. »
Jeffrey vit avec son mari, dans « une petite ville non loin de Fort Worth », Texas, et a travaillé principalement « à la fois dans l'immobilier et à la fois commerçante, la plus grande part de sa vie adulte, professions aussi qui demandent le sens de l'humour ».
Cumbie affirme que McClanahan « aime les livres… comme j'adore les boucles d'oreilles et tout liquide qui contient de l'alcool. Sa maison ressemble à une bibliothèque. Elle écrit de belles proses et torrides de sexe, puis j'interviens et les pourrie avec du trash ».

## Processus d'écriture
Glenn Dromgoole, écrit que « Cumbie fabrique les histoires et les personnages… puis McClanahan les modifie et les réécrit ». Cumbie explique que les sœurs se renvoient plusieurs fois les pages quand elles travaillent sur un roman.

## Publications majeures
Ouvrages coécrits avec la sœur en tant que Dixie Cash
- 2004 : Since You're Leaving Anyway, Take Out the Trash
- 2005 : My Heart May Be Broken, But My Hair Still Looks Great
- 2007 : I Gave You My Heart, But You Sold It Online
- 2008 : Don't Make Me Choose Between You and My Shoes
- 2009 : Curing the Blues with a New Pair of Shoes
- 2010 : Our Red Hot Romance is Leaving Me Blue
- 2011 : I Can't Make You Love Me, but I Can Make You Leave
- 2016 : You Can Have My Heart, but Don't Touch My Dog

Œuvres sous le nom d'Anna Jeffrey
- 2003 : The Love of a Cowboy
- 2004 : The Love of a Stranger
- 2005 : The Love of a Lawman
- 2005 : Sweet Water
- 2007 : Salvation, Texas
- 2007 : Sweet Return (écrit originellement sous Sadie Callahan, puis repris sous Anna Jeffrey)
- 2007 : The Cattleman, Book #2, Sons of Texas trilogy[5]
- 2012 : Man of the West, The Tycoon, Book #1, Sons of Texas trilogy
- 2013 : Desired

Œuvres de Sadie Callahan
- 2009 : Lone Star Woman
- 2010 : Man of the West